# JS du Ténéré
Jeunesse Sportive du Ténéré w skrócie JS du Ténéré – nigerski klub piłkarski grający niegdyś w nigerskiej pierwszej lidze, mający siedzibę w mieście Niamey.

## Sukcesy
- I liga[1]:
  - mistrzostwo (2): 2000, 2001

- Puchar Nigru[2]:
  - zwycięstwo (4): 1997, 1998, 1999, 2000
  - finał (1): 1996

- Puchar WAFU[3]:
  - finał (2): 1997, 1998

## Występy w afrykańskich pucharach
| Sezon | Rozgrywki                 | Runda       | Kraj     | Klub                | Dom | Wyjazd | Dwumecz |
| ----- | ------------------------- | ----------- | -------- | ------------------- | --- | ------ | ------- |
| 2000  | Puchar Zdobywców Pucharów | wstępna     | Czad     | AS CotonTchad       | 1–0 | 1–2    | 2–2     |
| 2000  | Puchar Zdobywców Pucharów | 1           | Algieria | USM Algier          | 1–1 | 0–1    | 1–2     |
| 2000  | Puchar Zdobywców Pucharów | 2           | Mali     | Stade Malien        | 1–1 | 1–0    | 2–1     |
| 2000  | Puchar Zdobywców Pucharów | ćwierćfinał |          | Al-Ittihad Trypolis | 1–0 | 2–5    | 3–5     |
| 2001  | Puchar Mistrzów           | wstępna     | Tunezja  | Espérance Tunis     | 1–3 | 0–1    | 1–4     |

## Stadion
Domowe mecze klub rozgrywa na stadionie o nazwie Stade Général Seyni Kountché w Niamey, który może pomieścić 35 000 widzów.

## Reprezentanci kraju grający w klubie od 1993 roku
Stan na styczeń 2023.
| - Ismaël Alassane - Jimmy Bulus - Kassaly Daouda - Alhassane Issoufou - Naso Layi | - Abdellatif Sadikou - Moussa Yahaya - Simplice Possokaba - Atte-Oudeyi Zanzan |